# Cseszneky Gyula
Vitéz cseszneki és milványi gróf Cseszneky Gyula; (Nagymajor, Osztrák–Magyar Monarchia, 1914. június 28. – Brazília, 1970 után) költő és műfordító, valamint horvát királyi tanácsos, később pedig macedón nagyvajda.

## Élete
Cseszneky Gyula egy ősi nemesi családból származó, azonban vagyontalan feltaláló és egy jómódú gabonakereskedő leányának gyermekeként született. A gróf Cseszneky család leszármazottja. Ifjúként kitűnt tehetségével, versei, olasz és szerbhorvát műfordításai jelentek meg. Először római katolikus papi hivatásra készült, de végül katonai tanulmányokat folytatott Olaszországban a Boncompagni-Ludovisi hercegek ösztöndíjával. Az olasz nyelv és kultúra szerelmeseként példaképe, Gabriele D’Annunzio több versét magyarra fordította, s vélhetően későbbi balkáni kalandja során is az olasz költő fiumei akciója lebegett szeme előtt.
1940-ben részt vett a Ludovika Akadémia lovaskülönítményének erdélyi bevonulásában, melynek során különleges hősiességet tanúsított, ezért Horthy Miklós vitézi címet adományozott neki s Erdélyi Emlékéremmel és Magyar Vitézségi Éremmel is kitüntette.
1941-től II. Tomiszláv horvát király tanácsosa, aki elismerte és megerősítette főnemesi címeit, melyre családja középkori oklevelek alapján igényt tartott. 1943 augusztusában olasz kapcsolatainak és befolyásos balkáni rokonságának köszönhetően macedón nagyvajda lett. Ez utóbbi tisztséget csupán néhány hónapig viselte, és tényleges hatalma nem volt, s 1943 őszén a németek végleg megfosztották hivatalától. Cseszneky gróf több korabeli történésszel együtt úgy vélte, hogy a vlachok és macedónok egy része a balkáni kun és besenyő törzsek leszármazottja.
Szerepet játszott a második világháborúból történő horvát kiugrási kísérlet előkészítésében, majd a budapesti zsidók mentésében. 1945 után Magyarországon élt kisemmizve, majd Argentínába emigrált, végül Brazíliában halt meg.